# Salmo coruhensis
Salmo coruhensis es una especie de pez del género Salmo.

## Descripción
Cuenta con 10-12 radios blandos anales, 55-60 vértebras. Presenta un tamaño relativamente grande con 80 cm de longitud (31,49 pulgadas), el cuerpo es de color plateado, además cuenta con manchas de color negro de tamaño mediado o grande, anillos blancos de forma circular en la parte de la espalda, también es posible que aparezcan en la parte predorsal. A medida que la especie aumenta de tamaño, estas marcas distintivas también lo hacen. La cabeza es relativamente corta, aleta adiposa algo profunda.

## Distribución y hábitat
Se distribuye por Asia, en la costa sureste del mar Negro en Turquía. Se sabe que prefiere habitar en cuerpos de aguas como arroyos, cuencas, aguas claras y de corriente rápida donde se encuentren sustratos de arena y guijarros. También en ríos y sitios costeros. Especie marina de agua dulce, bentopelágica, desova en octubre y noviembre.